# Дау Джоунс
Промишленият индекс Дау Джоунс (на английски: Dow Jones Industrial Average, МФА:[ˌdaʊ ˈdʒoʊnz ɪnˈdʌstɹɪəl ˈævəɹɪdʒ], съкр. DJIA; NYSE: DJI) е индекс за следене на състоянието на промишлените предприятия на щатския фондов пазар. Той е един от няколкото фондови индекса, създадени от редактора на вестник „Уолстрийт джърнъл“ и основател на компанията Дау Джоунс енд Къмпани Чарлз Дау (на английски: Charles Dow). Индексът Dow Jones е най-старият в средите на съществуващите в САЩ пазарни индекси, като обхваща цените на 30 от най-големите и стабилни публични компании в страната. Често се счита за индикатор за състоянието на щатската икономика.

## История
За първи път индексът е публикуван на 26 май 1896 г. Тогава той представлява средноаритметична стойност на цените на акциите на 12 щатски промишлени компании. От тези дванадесет компании само Дженерал Илектрик присъства в съвременната версия на индекса. Останалите 11 компании са били:
- Америкън котън Ойл Компъни, предшественик на Бестфуудс, днес част от компанията Юнилевър
- American Sugar Company, днес Amstar Holdings
- American Tobacco Company, разделена през 1911 г.
- Chicago Gas Company, купена от Peoples Gas Light & Coke Co. през 1897 г. (а днес Peoples Energy Corporation)
- Distilling & Cattle Feeding Company, днес Millennium Chemicals
- Laclede Gas Light Company, съществуваща под името The Laclede Group
- National Lead Company, днес NL Industries
- North American Company, разделена през 1940 г
- Tennessee Coal, Iron and Railroad Company, купена от U.S. Steel през 1907 г.
- U.S. Leather Company, прекратена през 1952 г.
- U.S. Rubber Company, преименувана на Uniroyal през 1967 г. и купена от фирма Мишлен през 1990 г.

Първата публикувана стойност на индекса е 40,94 пункта. През 1916 г. броят на компаниите, участващи във формирането на индекса Дау Джоунс, е увеличен на 20, а през 1928 година – на 30. На 14 ноември 1972 г. за първи път индексът преминава границата от 1000 пункта – 1003,16.
През 80-те и особено през 90-те години се наблюдава бурен ръст на индекса. На 21 ноември 1995 г. той преминава границата от 5000 пункта – 5023,55, а на 29 март 1999 г. и тази от 10 000 – 10 006,78. Своят максимум достига на 14 януари 2000 г. – 11 722,98 пункта. Следва рязко спадане и на 9 октомври 2002 индексът достига 7286,27 пункта.
Най-високото ниво на индекса е отбелязано на 11 октомври 2007 г., когато индексът достига 14 013,7 пункта. След това ниво настъпва корекция, която прераства в тренд надолу, като индексът достига 6634,9 пункта след фалита на Lehman Brothers.
На 6 май 2010 г. Дау Джоунс регистрира най-голямото си интрадневно движение от близо 1000 (998,5) пункта, когато вследствие на софтуерна грешка и последвалата паника индексът за 8 минути пада с над 600 пункта.
На 4 януари 2018 Дау Джоунс преминава 25 000 пункта, а на 24 ноември 2020 г. преминава за първи път границата от 30 000 пункта.

## Недостатъци
Един от съществените недостатъци на индекса Dow Jones е начинът на неговото изчисляване – по-скъпите акции участват с по-голямо тегло, което води до ситуации, когато голямо изменение на цените на относително евтини акции може да бъде компенсирано от незначително изменение на по-скъпите акции. Заради това индексът Dow Jones не изпълнява ролята си да измерва общата активност на фондовата борса. По тази причина в последно време по-популярен става индексът S&P 500.

## Структура
Списъкът на компаниите, обхванати от индекса Дау Джоунс, се преразглежда с оглед на развитието на ситуацията на фондовата борса. Със съставяне на този списък се занимава редакцията на вестник Уолстрийт джърнъл.
Към 1 декември 2022 г. индексът „Дау Джоунс“ обхваща следните компании (в скоби са показани идентификаторите им на борсата):
- 3M (MMM) (конгломерат)
- Ай Би Ем (IBM) (информационни технологии)
- Амджен (AMGN) (биофармацевтични продукти)
- Американ Експрес (AXP) (финансови услуги)
- Боинг (BA) (самолетостроене и военна промишленост)
- Виза (V) (финансови услуги)
- Върайзън (VZ) (далекосъобщения)
- Голдман Сакс (GS) (финансови услуги)
- ДжейПиМорган Чейс (JPM) (финансови услуги)
- Джонсън енд Джонсън (JNJ) (фармацевтична промишленост)
- Доу (DOW) (химическа промишленост)
- Епъл (AAPL) (информационни технологии)
- Интел (INTC) (полупроводници)
- Катърпилър (CAT) (строителна и минна техника)
- Кока-Кола (KO) (напитки)
- Майкрософт (MSFT) (информационни технологии)
- Макдоналдс (MCD) (хранене)
- Мерк (MRK) (фармацевтична промишленост)
- Найк (NKE) (облекло)
- Проктър енд Гембъл (PG) (бързооборотни потребителски стоки)
- Сейлсфорс (CRM) (информационни технологии)
- Сиско (CSCO) (информационни технологии)
- Травълърс (TRV) (застраховане)
- Уолгрийнс Бутс Алайънс (WBA) (търговия на дребно)
- Уолмарт (WMT) (търговия на дребно)
- Дисни (DIS) (медии и развлечение)
- Хоум Депо (HD) (домашни потреби)
- Хъниуел (HON) (конгломерат)
- Шеврон (CVX) (нефтена промишленост)
- ЮнайтедХелт Груп (UNH) (здравеопазване)